# Belastungsregelung
Die Belastungsregelung ist ein Managementsystem für kleine und mittlere Unternehmen (KMU), um mangelnde Flexibilität und Wandlungsfähigkeit in Produktionsstrukturen durch Flexibilität in kurz- bis langfristigen Produktstrukturen auszugleichen. 
Ausgehend vom grundlegenden Aufbau eines Regelkreises, gehören dazu als Erweiterung der permanenten Strukturadaption die Kapazitätsrendite als Führungsgröße sowie die Zeitspreizung, die Zeitbedarfsfunktion und der Belastungsquerschnitt von Produkten als Hilfsregelgrößen. Die Kapazitätsrendite basiert auf der Annahme, dass Fixkosten in der Produktion eine Untergrenze in der Kapazitätsauslastung darstellen.